# Eaton Rapids (Michigan)
Eaton Rapids – miasto w Stanach Zjednoczonych, w stanie Michigan, w hrabstwie Eaton, położone nad rzeką Grand.